# إيدي باروز
إيدي باروز هو فنان قصص مصورة ورسام برازيلي، ولد في 18 أغسطس 1967 في بليم في البرازيل.

## وصلات خارجية
- الموقع الرسمي